# Liste der portugiesischen Botschafter in Gabun
Die Liste der portugiesischen Botschafter in Gabun listet die Botschafter der Republik Portugal in Gabun auf. Die Länder unterhalten seit 1975 direkte diplomatische Beziehungen.
Der erste Botschafter Portugals akkreditierte sich 1989 in der gabunischen Hauptstadt Libreville. Eine eigene Botschaft eröffnete Portugal dort bislang nicht, der portugiesische Vertreter in São Tomé und Príncipe wird in Gabun zweitakkreditiert (Stand 2019).

## Missionschefs
| Name                                      | Bild  | Amtszeit  | Anmerkungen                                                                       |
| Gabun                                     | Gabun | Gabun     | Gabun                                                                             |
| ----------------------------------------- | ----- | --------- | --------------------------------------------------------------------------------- |
| Eugénio Anacoreta Correia                 |       | seit 1989 | Botschafter mit Amtssitz São Tomé, am 14. Juni 1989 in Libreville akkreditiert    |
| António Manuel Canastreiro Franco         |       | seit 1995 | Botschafter mit Amtssitz São Tomé, am 5. Oktober 1995 in Libreville akkreditiert  |
| Mário Alberto Lino da Silva               |       | seit 1997 | Botschafter mit Amtssitz São Tomé, am 27. Oktober 1997 in Libreville akkreditiert |
| Mário Jesus dos Santos                    |       | seit 2000 | Botschafter mit Amtssitz São Tomé                                                 |
| Américo Rodrigues Madeira Bárbara         |       | seit 2004 | Botschafter mit Amtssitz São Tomé                                                 |
| Fernando José Rodrigues Ramos Machado     |       | seit 2007 | Botschafter mit Amtssitz São Tomé                                                 |
| Maria Paula Vieira Ferreira Leal da Silva |       | seit 2012 | Botschafterin mit Amtssitz São Tomé                                               |
| Luís Antunes Fernandes Gaspar da Silva    |       | seit 2016 | Botschafter mit Amtssitz São Tomé                                                 |